# Espeluy (kommunhuvudort)
Espeluy är en kommunhuvudort i Spanien.   Den ligger i provinsen Provincia de Jaén och regionen Andalusien, i den centrala delen av landet, 270 km söder om huvudstaden Madrid. Espeluy ligger 280 meter över havet och antalet invånare är 771.
Terrängen runt Espeluy är platt. Runt Espeluy är det ganska tätbefolkat, med 155 invånare per kvadratkilometer. Närmaste större samhälle är Andújar, 16,4 km väster om Espeluy. Trakten runt Espeluy består till största delen av jordbruksmark.